# Gepard súdánský
Gepard súdánský (Acinonyx jubatus soemmeringii) je poddruh geparda vyskytující se v severovýchodní Africe.

## Výskyt
Současné záznamy jsou známy v Jižním Súdánu a Etiopii, ale populační status v Eritreji, Džibuti, Somálsku a Súdánu je neznámý.

## Biologie

### Fyziologie
Délka je přibližně stejná jako u geparda kapského váží okolo 35–55 kg. Samec je také větší než samice.

## Život
Živí se masem, které získává aktivním lovem. Na kořist útočí ze vzdálenosti několik desítek metrů. Gepard nevydrží dlouho běžet. Když se gepardovi podaří ulovit kořist, často mu ji někdo ukradne. Loví zejména antilopy, gazely a zebry.

## Ohrožení
Gepardi jsou velmi ohrožená zvířata. Jsou zabíjeni hlavně kvůli kožešině. V zajetí jsou chováni ve velkém.[zdroj⁠?!] Populace geparda súdánského je asi 962 kusů.

## Synonyma
- Acinonyx jubatus megabalica, Heuglin 1863
- Acinonyx jubatus wagneri, Hilzheimer 1913
- Cynailurus soemmeringii, Fitzinger 1855

## Chov v zajetí
Gepardi súdánští jsou v Česku chováni v Zoo Plzeň. V červnu 2010 dorazila do Plzně trojice samců ze zoo La Palmyr v jihozápadní Francii. Z téže zoo přijely v prosinci 2023 dvě samice.